# رودولف الأول من بورغندي
رودولف الأول (859 - 25 أكتوبر 912)؛ كان ملك بورغندي العليا منذ انتخابه في 888 حتى وفاته في 912.
هو ينتمي إلى أسرة فلف الأكبر بحيث أنه أبن كونراد الثاني، كونت أوكسار الأخ الغير الشقيق لـ أود، ملك فرنسا وروبرت الأول ملك فرنسا، والدته هي فالدرادا من فورمس.